# Dolerus pratorum
Dolerus pratorum är en stekelart som först beskrevs av Carl Fredrik Fallén 1808.  Dolerus pratorum ingår i släktet Dolerus, och familjen bladsteklar. Arten är reproducerande i Sverige.